# Барон Катто
Барон Катто (англ. Baron Catto) из Кернкатто в графстве Абердиншир — наследственный титул в системе Пэрства Соединённого королевства. Он был создан 24 февраля 1936 года для бизнесмена, банкира и государственного служащего, сэра Томаса Катто, 1-го баронета (1879—1959). 5 июля 1921 год для него уже был создан титул баронета из Питерхеда. Он был управляющим Банком Англии в 1944—1949 годах. 
По состоянию на 2024 год носителем титула являлся его внук, 3-й барон Катто (род. 1950), который сменил своего отца в 2001 году.

## Бароны Катто (1936)
- 1936—1959: Томас Сайврайт Катто, 1-й барон Катто (15 марта 1879 — 23 августа 1959), сын Уильяма и Изабеллы Катто;
- 1959—2001: Стивен Гордон Катто, 2-й барон Катто (14 января 1923 — 3 сентября 2001), единственный сын предыдущего;
- 2001 — настоящее время: Иннес Гордон Катто, 3-й барон Катто (род. 7 августа 1950), старший сын предыдущего от первого брака;
  - Наследник: достопочтенный Александр Гордон Катто (род. 22 июня 1952), младший брат предыдущего.